# Fétigny FR
| FR ist das Kürzel für den Kanton Freiburg in der Schweiz. Es wird verwendet, um Verwechslungen mit anderen Einträgen des Namens Fétigny zu vermeiden. |

Fétigny (Freiburger Patois: Fethenyiⓘ) ist eine politische Gemeinde im Distrikt Broye des Kantons Freiburg in der Schweiz. Der frühere deutsche Name Fetenach wird heute nicht mehr verwendet.

## Geographie
Fétigny liegt auf 458 m ü. M., 3 km südwestlich von Payerne (Luftlinie) in der freiburgischen Exklave Estavayer-le-Lac. Das ehemalige Strassenzeilendorf erstreckt sich am westlichen Rand des Broyetals, kurz vor der Öffnung des Tals zur Broyeebene, im nordwestlichen Freiburger Mittelland.
Die Fläche des 4,1 km² grossen Gemeindegebiets umfasst einen Abschnitt des mittleren Broyetals. Die östliche Grenze verläuft entlang der begradigten Broye. Von hier erstreckt sich der Gemeindeboden westwärts über die flache Talaue (rund 500 m breit) und auf die angrenzende Schotterterrasse, die etwa 20 m höher als der Talboden liegt und durch einige zur Broye hin auslaufende Mulden untergliedert ist. Mit 510 m ü. M. wird in der Nähe des zu Cugy (FR) gehörenden Weilers Grange des Bois der höchste Punkt von Fétigny erreicht. Nach Süden reicht das Gebiet bis an den Ruisseau de Monteman, den Dorfbach von Ménières. Von der Gemeindefläche entfielen 1997 9 % auf Siedlungen, 9 % auf Wald und Gehölze, 81 % auf Landwirtschaft, und etwas mehr als 1 % war unproduktives Land.
Zu Fétigny gehören einige Einzelhöfe. Nachbargemeinden von Fétigny sind Cugy und Ménières im Kanton Freiburg sowie Valbroye, Trey und Payerne im Kanton Waadt.

## Bevölkerung
Mit 1189 Einwohnern (Stand 31. Dezember 2023) gehört Fétigny zu den kleineren Gemeinden des Kantons Freiburg. Von den Bewohnern sind 97,3 % französischsprachig, 2,1 % deutschsprachig, und 0,3 % sprechen Portugiesisch (Stand 2000). Die Bevölkerungszahl von Fétigny belief sich 1850 auf 310 Einwohner, 1900 auf 390 Einwohner. Im Verlauf des 20. Jahrhunderts pendelte die Bevölkerungszahl im Bereich von 390 bis 460 Einwohnern. Erst seit 1990 (465 Einwohner) wurde ein deutliches Bevölkerungswachstum verzeichnet.

## Wirtschaft
Fétigny war bis in die zweite Hälfte des 20. Jahrhunderts ein vorwiegend durch die Landwirtschaft geprägtes Dorf. Noch heute haben der Ackerbau (Zuckerrüben), der Obstbau, der Anbau von Tabak und die Viehzucht einen wichtigen Stellenwert in der Erwerbsstruktur der Bevölkerung. Durch die Trockenlegung der Talaue der Broye in mehreren Phasen seit 1924 wurde wertvolles Kulturland gewonnen. Weitere Arbeitsplätze sind im lokalen Kleingewerbe und im Dienstleistungssektor vorhanden, unter anderem in Betrieben des Bau- und Transportgewerbes. Auf dem Gemeindegebiet befindet sich die 1897 gegründete und seit 1967 stillgelegte Ziegelfabrik Payerne SA. In den letzten Jahrzehnten hat sich Fétigny auch zu einer Wohngemeinde entwickelt. Viele Erwerbstätige sind deshalb Wegpendler, die hauptsächlich in den Regionen Payerne und Freiburg arbeiten.

## Verkehr
Die Gemeinde liegt abseits der grösseren Durchgangsstrassen an einer Verbindungsstrasse von Payerne nach Ménières. Der nächste Anschluss an die Autobahn A1 (Lausanne-Bern) befindet sich rund 5 km vom Ortskern entfernt. Durch den Postautokurs, der von Payerne nach Combremont-le-Petit verkehrt, ist Fétigny an das Netz des öffentlichen Verkehrs angebunden.

## Geschichte
Das Gemeindegebiet von Fétigny war schon sehr früh besiedelt, was durch den Fund eines Grabes aus der Bronzezeit, von Überresten einer römischen Villa und eines burgundischen Friedhofs nachgewiesen werden konnte. Die erste urkundliche Erwähnung des Ortes erfolgte 1142 unter dem Namen Festignei. Später erschienen die Bezeichnungen Fistignier, Fitigny und Fitignier (1380), Fetignie (1577) und Fettigny (1755). Der Ortsname ist vom gallorömischen Personennamen Festinus abgeleitet.
Seit dem Mittelalter gehörte Fétigny zur Herrschaft Cugy. Durch Kauf kam 1490 ein Teil des Dorfes an das Spital von Romont, das seinen Besitz 1507 an Freiburg weiterverkaufte. Nachdem Bern 1536 das Waadtland erobert hatte, wurde Fétigny der Vogtei Estavayer zugeteilt. Nach dem Zusammenbruch des Ancien Régime (1798) gehörte das Dorf während der Helvetik und der darauffolgenden Zeit zum Bezirk Estavayer und ab 1817 zum Bezirk Surpierre, bevor es 1848 in den Bezirk Broye eingegliedert wurde.

## Sehenswürdigkeiten
Die heutige Pfarrkirche von Fétigny wurde 1948 geweiht. Seit dem 14. Jahrhundert besass das Dorf ein Gotteshaus. Entlang der Dorfstrasse sind einige stattliche Bauernhäuser aus dem 17. bis 19. Jahrhundert erhalten.

## Persönlichkeiten
- Aloys Dosson (1783–1853), Abt des Klosters Hauterive